# Naturfagsmaraton
Naturfagsmaraton er en årlig naturfagskonkurrence i folkeskolen, der tilbydes som et undervisningsforløb til femte og sjetteklasser i hele landet. Naturfagsmaraton har til hensigt at øge elevernes interesse i og motivation for at lære mere om naturfag og teknologi. Der konkurreres om at løse naturfaglige problemstillinger og maratonet kulminerer med lokale finaler i de enkelte kommuner.
I det 17. naturfagsmaraton, der indledtes januar 2020, deltog i alt 24.000 elever i konkurrencen, hvor Novozymes, Dansk Byggeri og Dansk Akustisk Selskab havde stillet nogle af opgaverne. Det 18. naturfagsmaraton 2021 foregik on-line pga. coronaviruspandemien, der herskede på det tidspunkt, og var støttet af Grundfos, Villum Fonden, Novo Nordisk og Børne- og Undervisningsministeriet.

## Indhold og organisering
Eleverne skal først arbejde med opgaver hjemme på skolen i 12-20 lektioner. Opgaverne er forberedelse til en konkurrencedag i foråret, hvor op til 24 lokale klasser dyster mod hinanden om de bedste løsningsforslag. I flere af opgaverne skal eleverne udvikle deres egne opfindelser; fra ide til færdigt produkt. Opgaverne dækker hvert år bredt emner inden for naturvidenskab: biologi, fysik, kemi, geografi og teknologi. Der udvikles hvert år en ny pakke af opgaver, der som regel tager udgangspunkt i virkelige problemstillinger. 
Naturfagsmaraton var fra 2004 til 2011 drevet af virksomheden Skolevisioner ApS. I 2011 overtog Naturvidenskabernes Hus i Bjerringbro konceptet. Naturvidenskabernes Hus udvikler opgaverne i samarbejde med eksterne partnere, der typisk er sponsorer. Naturvidenskabernes Hus er et non-profit videncenter.

## Effekt på interessen for naturfag
Naturfagsmaraton blev oprettet som en reaktion på de senere års tendens til at unges interesse for naturfag er faldende, og at mange unge oplever disse fag som uinteressante og irrelevante. Der er desuden store kønsforskelle, idet piger er langt mindre interesserede end drenge og interesserede i andre aspekter af naturfagene end drengene. På denne baggrund er det blevet foreslået at unges interesse for naturfag burde kunne vækkes ved at undervisningens indhold gøres mere relevant for eleverne.
En evaluering fra 2014 af Naturfagsmaratonopgaver påviste at opgaverne stimulerer elevers interesse, men kun i det omfang eleverne selv er i stand til at selvregulere deres læringsstrategier.